# Magnus Johansson (calciatore 1971)
Leif Magnus Johansson (Ölme, 10 novembre 1971) è un ex calciatore svedese, di ruolo difensore.

## Carriera

### Club
Formatosi calcisticamente nell'IFK Ölme (a cui deve il suo soprannome Ölme), nel 1990 si accasò all'IFK Göteborg, con cui ha trascorso buona parte della sua carriera professionistica, intervallata dall'esperienza nei Paesi Bassi con il FC Groningen tra il 1998 e il 2003 e conclusasi con il ritiro nel 2007.

### Nazionale
Nel 1992 venne convocato dalla Nazionale olimpica di calcio della Svezia per i Giochi della XXV Olimpiade a Barcellona.
Nel 1995 debuttò anche con la Nazionale maggiore svedese in un'amichevole contro Cipro.

## Palmarès

### Club

#### Competizioni nazionali
- Campionato svedese: 7

Göteborg: 1990, 1991, 1993, 1994, 1995, 1996, 2007